# State Parks in Maine
Der US-Bundesstaat Maine unterhält 40 State Parks und 17 State Historic Sites (Stand: Februar 2010). Die State Parks in Maine werden vom Maine Bureau of Parks & Lands verwaltet, das eine Abteilung des Department of Conversation des Staates Maine ist. Der erste State Park, Aroostook State Park, wurde 1939 gegründet.

## State Parks

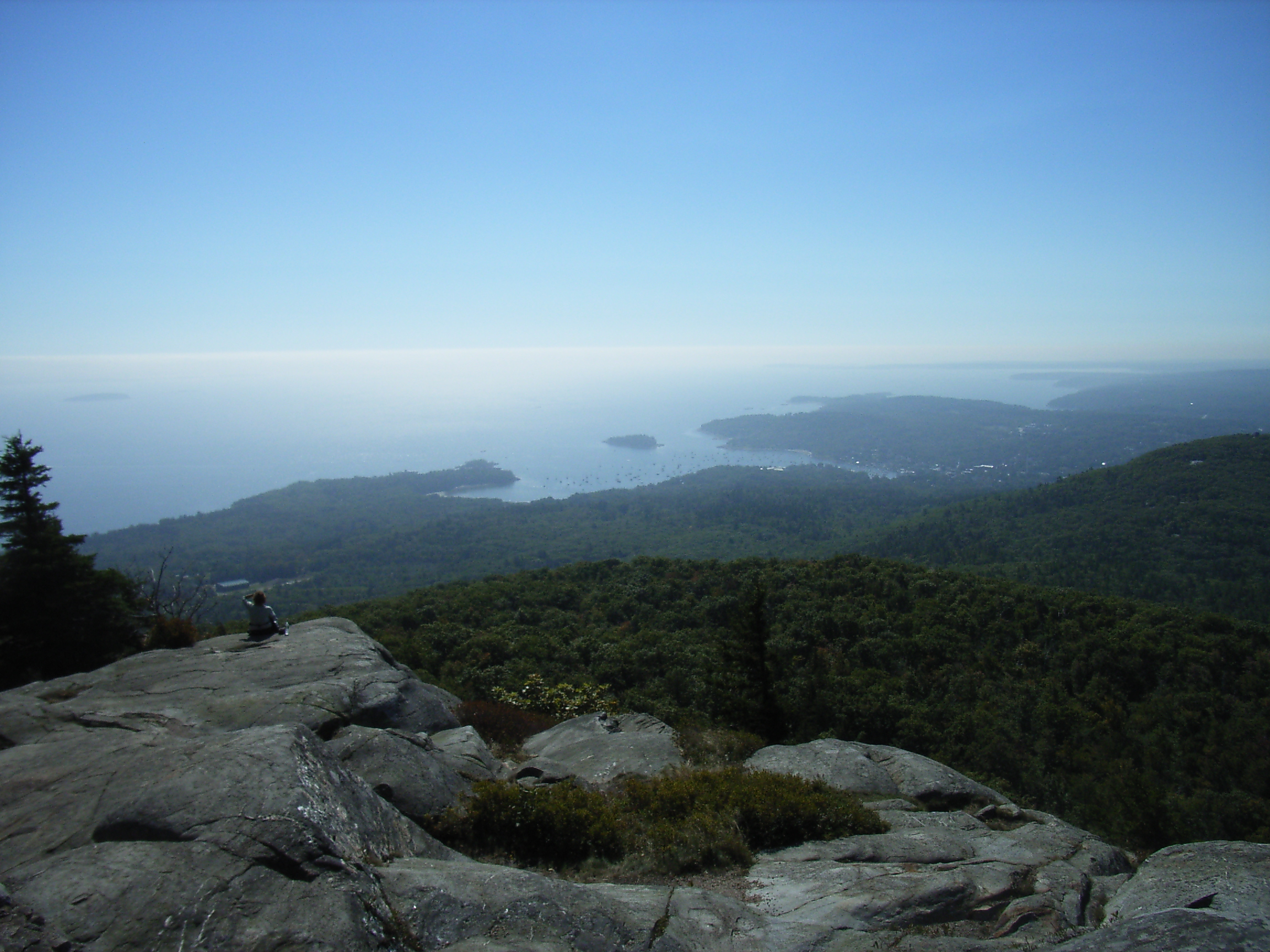
Ocean Outlook in Camden Hills State Park

- Allagash Wilderness Waterway State Park
- Androscoggin Riverlands
- Aroostook State Park
- Baxter State Park
- Birch Point State Park
- Bradbury Mountain State Park
- Camden Hills State Park
- Cobscook Bay State Park
- Crescent Beach State Park
- Damariscotta Lake State Park
- Ferry Beach State Park
- Fort Point State Park
- Grafton Notch State Park
- Holbrook Island Sanctuary State Park
- Lake St. George State Park
- Lamoine State Park
- Lily Bay State Park
- Moose Point State Park
- Mount Blue State Park
- Owls Head State Park
- Peacock Beach State Park
- Peaks-Kenny State Park
- Penobscot Narrows Observatory
- Penobscot River Corridor
- Popham Beach State Park
- Quoddy Head State Park
- Range Ponds State Park
- Rangeley Lake State Park
- Reid State Park
- Roque Bluffs State Park
- Scarborough Beach State Park
- Shackford Head State Park
- Sebago Lake State Park
- Swan Island
- Swan Lake State Park
- Swans Falls Campground
- Two Lights State Park
- Vaughan Woods State Park
- Warren Island State Park
- Wolfe’s Neck Woods State Park

## State Historic Sites
- Bible Point State Historic Site
- Colburn House State Historic Site

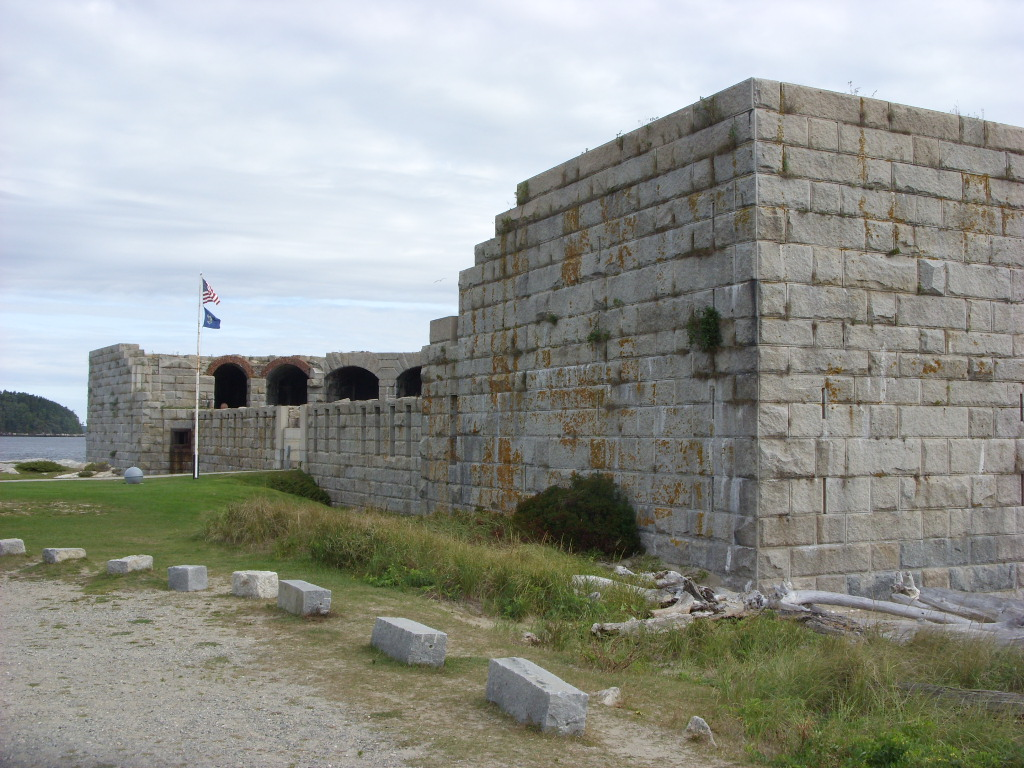
Fort Popham

- Colonial Pemaquid State Historic Site
- Eagle Island
- Fort Baldwin State Historic Site
- Fort Edgecomb
- Fort Halifax
- Fort Kent
- Fort Knox
- Fort McClary State Historic Site
- Fort O’Brien
- Fort Popham State Historic Site
- John Paul Jones State Historic Site
- Katahdin Iron Works
- Storer Garrison State Historic Site
- Whaleback Shell Midden